# Jean Assollant
Jean Assollant ou Bernache-Assollant (26 septembre 1905 - 7 mai 1942) est un aviateur français. Comptant parmi les pionniers de l’aviation, il est célèbre pour sa participation comme pilote au vol de l’Oiseau Canari en 1929, marquant la première traversée française de l’Atlantique Nord.

## Biographie
Jean Charles Abel Bernache-Assollant, dit Jean Assollant, naît à Versailles le 26 septembre 1905.
En 1924, après s'être engagé dans la Marine nationale, il rejoint à 19 ans l’aéronautique militaire. Il est sergent-chef du 34e régiment d’aviation du Bourget quand Armand Lotti le recrute comme pilote de l’expédition, aux côtés de René Lefèvre comme second pilote. La traversée a lieu le 13 juin 1929, avec la présence à bord du premier passager clandestin de l’histoire de l’aviation, Arthur Schreiber.
Devenu pilote de ligne, il œuvre d'abord à la Franco-Roumaine puis il rejoint Madagascar où il s'occupe, avec son compagnon René Lefèvre, de la Régie Malgache. Il y était venu en compagnie de ce dernier après avoir convoyé depuis la métropole les deux premiers avions de la régie : deux SPCA 218 C.

### Seconde Guerre mondiale
Volontaire en 1939 contre l’Allemagne nazie, il intègre le Groupe de chasse III/6, à Chartres. Capitaine le 15 mars 1940, il est crédité de deux victoires en combat aérien. Il est ainsi cité à l’ordre de l’Armée de l’air. Après l’armistice de juin 1940, il est démobilisé à Alger et retourne à Madagascar où il ouvre une liaison aérienne avec l’île de La Réunion.

### Mort
Le 7 mai 1942, lors de l'attaque de Diégo-Suarez aux commandes d'un Morane-Saulnier MS.406 (immatriculé 995) de l'Escadrille de Chasse No 565, il se heurte à un groupe de neuf chasseurs embarqués Martlet britanniques du Squadron 881 de la Fleet Air Arm ayant décollé du porte-avions HMS Illustrious. Son avion abattu tombe en flammes, il n’en réchappe pas.

### Sports
Sociétaire du Stade français dans les années 1920 et 1930, Jean Assollant participe aux rencontres des sections rugby à XV, hockey sur glace et bobsleigh du club parisien,,. Après sa mort, la journée de championnat de France de rugby du 15 novembre 1942 est consacrée à sa mémoire.

## Vie privée
Jean Assollant avait épousé en premières noces une jeune Américaine, Pauline Parker, rencontrée à New York treize jours seulement avant leur mariage. Il divorcera peu après et se remariera avec Suzanne Vigaud en 1934.

## Distinctions
- Chevalier de la Légion d'honneur (1929)